# Bracon asphondyliae
Bracon asphondyliae är en stekelart som först beskrevs av Watanabe 1940.  Bracon asphondyliae ingår i släktet Bracon och familjen bracksteklar. Inga underarter finns listade.